# Smetana Trio
Le Smetana Trio peut désigner deux trios de musique classique affiliés : le premier, fondé dans les années 1930, réunit Josef Páleníček, le violoniste Otta Silhavy et le violoncelliste Frantisek Smetana ; le second, contemporain, le violoncelliste Jan Páleníček, la pianiste Jitka Čechová et la violoniste Jana Vonaskova-Novakova.

## Historique

### Trio historique
Le Smetana Trio a été fondé en 1934 par Josef Páleníček, avec le violoniste Otta Silhavy et le violoncelliste Frantisek Smetana. Ils se sont inscrits dans la continuité de la tradition musicale tchèque des personnalités comme Alfred Cortot, Thibaud et Pablo Casals. En 1946, après une série de concerts commentés de façon élogieuse, le trio est de retour en Tchécoslovaquie et adopte le nom de Trio Tchèque. Il évoluera ensuite avec les artistes Alexandr Plocek, Alexandr Večtomov et Miloš Sádlo, le pianiste Josef Páleníček demeurant l'âme du trio.

### Second trio
Après la mort de Josef Páleníček, le bâton symbolique du trio est passé à son fils violoncelliste, Jan Páleníček. Après plusieurs remaniements des membres du trio, l’ensemble a repris le nom de Smetana Trio avec la pianiste Jitka Čechová et la violoniste Jana Nováková. En continuité de leurs prédécesseurs, ils agrémentent leurs exécutions de trio avec de nombreux solos, dans la tradition originale glorieuse[non neutre] de cet ensemble de chambre.
Le Smetana Trio a enregistré entre autres les trios d'Antonín Dvořák, dont le célèbre Dumky Trio. Ce CD a obtenu le Diapason d'Or en France et le BBC Music Magazine (en) l'a distingué enregistrement du mois. Il a ensuite obtenu le BBC Music Magazine Award 2007 dans la catégorie musique de chambre.
L'ensemble se produit internationalement. Il a notamment joué sous la baguette de chefs d'orchestre Jiří Bělohlávek, Libor Pešek, Michael Boder, Tomáš Hanus, Stanislav Vavřínek. Les artistes mènent par ailleurs chacun des carrières de solistes internationaux.

## Discographie
- Smetana Trio live from Prague Spring 2004 Dvořák / Smetana ; Smetana Trio : Jitka Čechová au piano, Jana Vonášková-Nováková au violon, Jan Páleníček au violoncelle ; Triart Recordings, 2004
- Pianos trios Smetana / Suk / Novák ; Smetana Trio : Jitka Čechová au piano, Jana Vonášková-Nováková au violon, Jan Páleníček au violoncelle ; Supraphon, 2005
- Dvořák Pianos trios, inclut Dumky Trio ; Smetana Trio : Jitka Čechová au piano, Jana Vonášková-Nováková au violon, Jan Páleníček au violoncelle ; Supraphon, 2006 ; récompensé par un BBC Music Magazin Award et un Diapason d'Or
- Triple concertos Beethoven / Voříšek, Smetana Trio : Jitka Čechová au piano, Jana Vonášková-Nováková au violon, Jan Páleníček au violoncelle ; Cube Bohemia, 2007
- Pianos trios Dvořák / Fibich / MartinŮ ; Smetana Trio : Jitka Čechová au piano, Jana Vonášková-Nováková au violon, Jan Páleníček au violoncelle ; Supraphon, 2007
- Ravel: Trio avec piano; Shostakovich: Piano Trios Nos. 1 & 2; Smetana Trio : Jitka Čechová au piano, Jiří Vodička au violon, Jan Páleníček au violoncelle ; Supraphon, 2014